# Ламзин, Фёдор Иванович
Фёдор Иванович Ламзин (1915, деревня Крутая, Тамбовская губерния — 11 февраля 1940, район озера Муоланъярви, Карельский перешеек) — красноармеец, Герой Советского Союза, старший механик-водитель 398-го танкового батальона 50-й стрелковой дивизии 13-й армии Северо-Западного фронта.

## Биография
Родился в 1915 году в деревне Крутая ныне Моршанского района Тамбовской области в крестьянской семье. Русский. Окончил начальную школу, курсы трактористов, работал в МТС.
В Красной Армии с 1937 года. Участник советско-финской войны 1939-40 годов.

## Подвиг
Старший механик-водитель Фёдор Ламзин при прорыве линии Маннергейма на Карельском перешейке восточнее озера Муоланъярви (ныне Глубокое) 11 февраля 1940 года участвовал в бою за важную высоту.
Когда его танк был подбит, а экипаж израсходовал боеприпасы, Фёдор прикрыл огнём и гранатами эвакуацию раненого командира и в этом бою погиб.
Похоронен в братской могиле вблизи деревни Четверяково Приозерского района Ленинградской области.
Указом Президиума Верховного Совета СССР от 7 апреля 1940 года «за образцовое выполнение боевых заданий командования на фронте борьбы с финской белогвардейщиной и проявленные при этом отвагу и геройство» красноармейцу Ламзину Фёдору Ивановичу посмертно присвоено звание Героя Советского Союза.
Награждён орденом Ленина (7.04.1940, посмертно).